# Regi: Lars Molin, musik: Ted Ström
regi: Lars Molin, musik: Ted Ström är ett musikalbum från 1999 av Ted Ström.
Albumet innehåller musik som Ström komponerat för Lars Molins dramatik. Skivnumret är Gazell GAFCD-1023.

## Låtlista
1. Fläskfarmen (Fläskfarmen)
2. Höjdhopparen (Höjdhoppar'n)
3. Tre kärlekar (Tre kärlekar)
4. Kejsarn av Portugallien (Kejsarn av Portugallien)
5. Arlanda i dimman (Sommarmord)
6. Evas låt (Sommarmord)
7. Huvudtema (Sommarmord)
8. Längtan (Potatishandlaren)
9. Huvudtema (Potatishandlaren)
10. Huvudtema (Den tatuerade änkan)
11. Pastoral (Den tatuerade änkan)
12. Färden till Leon (Den tatuerade änkan)
13. Ivars struttin' ball (Ivar Kreuger)
14. Roulett of love (Ivar Kreuger)
15. Det italienska äventyret (Ivar Kreuger)
16. Love-theme (Ivar Kreuger)
17. Tuula på tåget till Paris (Ivar Kreuger)
18. Avsked (Ivar Kreuger)
19. Karin & Ivar (Ivar Kreuger)
20. Hamnen i New York (Ivar Kreuger)
21. Final (Ivar Kreuger)
22. Tre kärlekar (Tre kärlekar)
23. Vintersaga (Film i mitt huvud)